# Cú vàng nâu

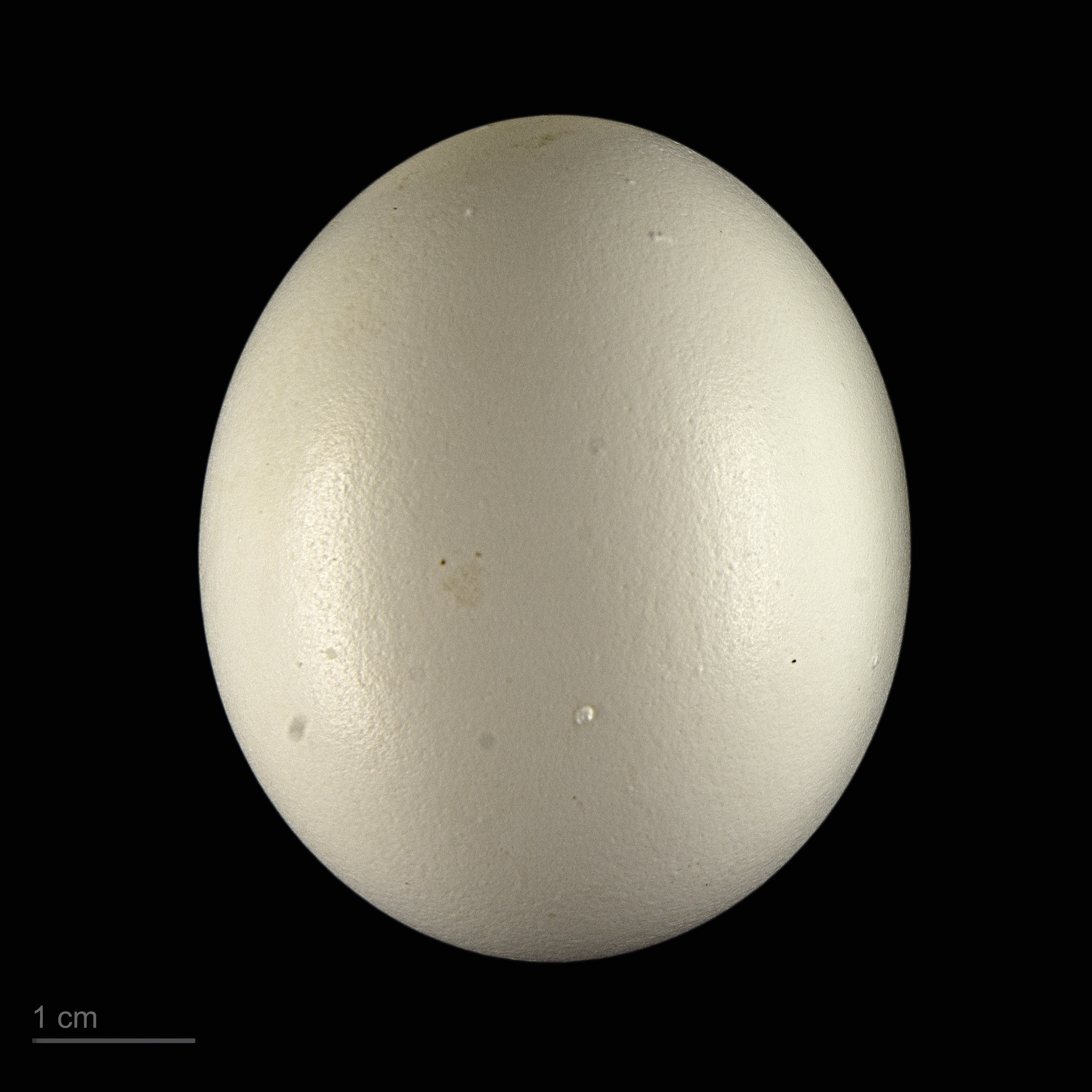
Strix aluco sylvatica

Cú vàng nâu (danh pháp hai phần: Strix aluco) là một loài cú thuộc Họ Cú mèo. Loài này có mắt nâu thẫm. Loài này có đĩa mặt trắng với thân lông đen ở phía trán, ở phía sau có vằn nâu và trắng với thân lông đen, mỏ vàng xỉn. Da gốc mỏ nâu. Chân xám chì. Chúng thường sinh sống ở các rừng gỗ khắp phần lớn lục địa Á-Âu. Chúng làm tổ trên hốc cây nơi chúng bảo vệ trứng và con non khỏi bị săn bắt. Loài cú này là loài chim di trú và có tính sở hữu lãnh địa cao. Nhiều con chim non chết đói nếu chúng không tìm được lãnh địa riêng khi không được chim bố mẹ chăm sóc. Chúng là loài săn mồi ban đêm, chủ yếu săn bắt loài gặm nhấm, chúng lao bổ từ cành cây đang đậu xuống và chộp lấy con mồi, chúng nuối chửng cả con mồi. Cú vàng nâu có chiều dài 37–46 cm (15–18 in) và sải cánh dài 81–105 cm (32–41 in). Trọng lượng từ 385 đến 800 g (0,849 đến 1,764 lb).